# Diuksîn, Kostopil
Diuksîn (în ucraineană Дюксин) este localitatea de reședință a comunei Diuksîn din raionul Kostopil, regiunea Rivne, Ucraina.

## Demografie
Componența lingvistică a localității Diuksîn
     Ucraineană (99,85%)
     Alte limbi (0,16%)
Conform recensământului din 2001, majoritatea populației localității Diuksîn era vorbitoare de ucraineană (99,85%), existând în minoritate și vorbitori de alte limbi.